# Stiebel Eltron
Dr. Theodor Stiebel Werke GmbH & Co. KG eller Stiebel-Eltron-Gruppe er en tysk producent af elektronik, vandvarmere, varmepumper og anden energiteknik. De har hovedkvarter i Holzminden, Niedersachsen. I 2020 var der 4.000 ansatte og en årsomsætning på 700 mio. euro.
Theodor Stiebel grundlagde virksomheden 5. maj 1924.